# Chiesa di Sant'Eufemia (Spoleto)
La chiesa di Sant'Eufemia si trova a Spoleto all'interno del cortile della residenza arcivescovile, in pieno centro storico, nell'antica vaita San Giovanni.

## Storia
È difficile individuare il periodo di costruzione della basilica, a tale proposito gli storici non hanno raggiunto una posizione unanime. Frammenti artistici e molti capitelli scolpiti con arte non medievale, potrebbero far pensare alla sua esistenza già in tempi precedenti, ma è importante tener presente che resti di monumenti antichi venivano con frequenza adoperati per edificare nuove costruzioni.
Le notizie più antiche risalgono al X secolo, quando Spoleto era ancora la capitale di un potente ducato; sono contenute in un documento scritto da un monaco Giovanni di Montecassino, dal titolo Passione di San Giovanni.
Prima l'area era probabilmente occupata dalla residenza dei duchi longobardi, che comprendeva anche la cappella di palazzo. Ad essa, edificata in onore di Sant'Eufemia Vergine e Martire, venne aggiunto un monastero di monache benedettine fondato dalla badessa Gunderada, forse di origine germanica.
Verso l'anno 980, sotto il regno di Ottone II di Sassonia, la monaca scoprì a Spoleto il corpo del santo vescovo spoletino Giovanni II (vescovo dal 492 al 546, anno presumibile della morte), martirizzato sotto i Goti comandati da Totila, e ne dispose la traslazione all'interno della chiesa.

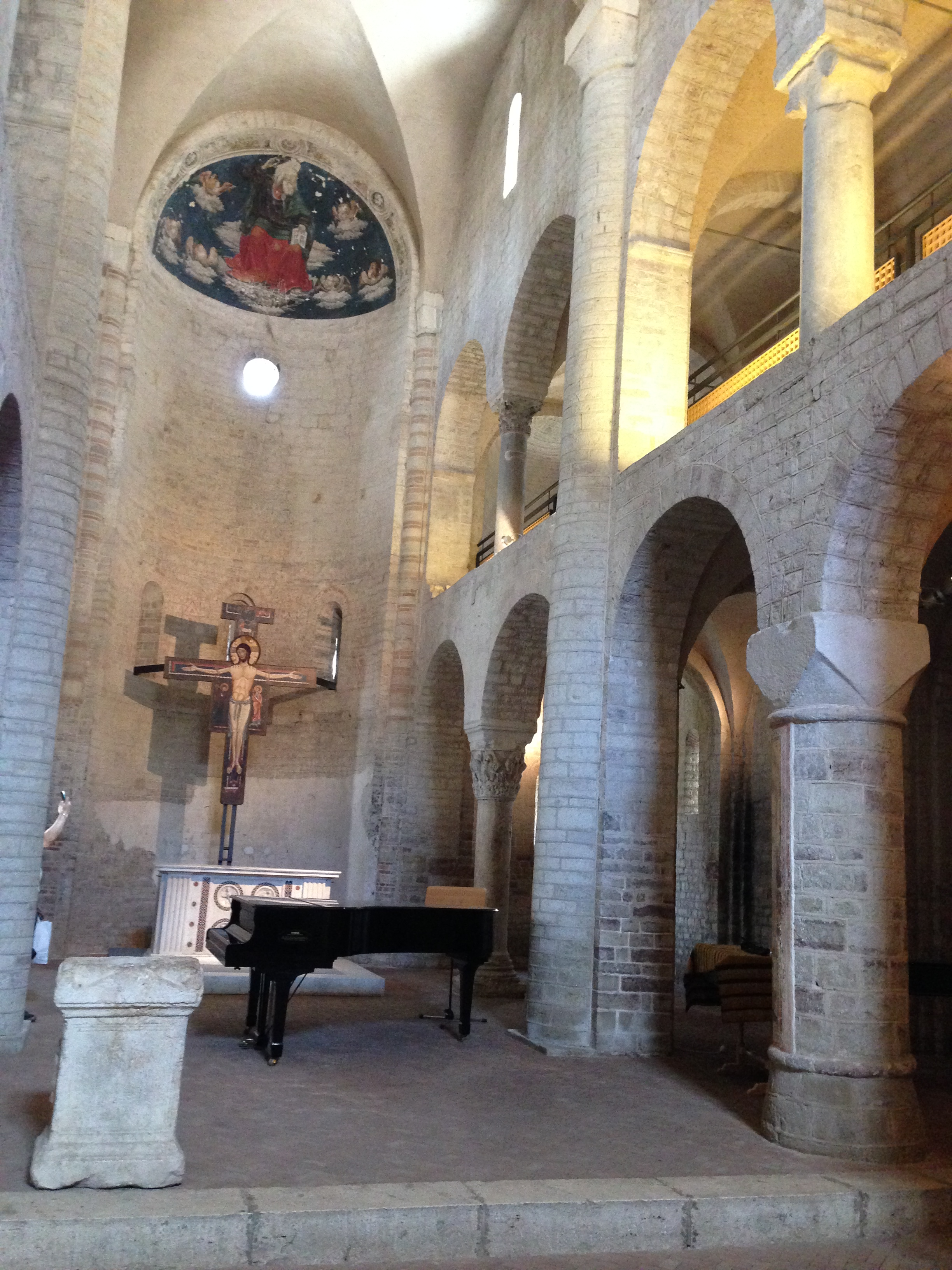
Interno

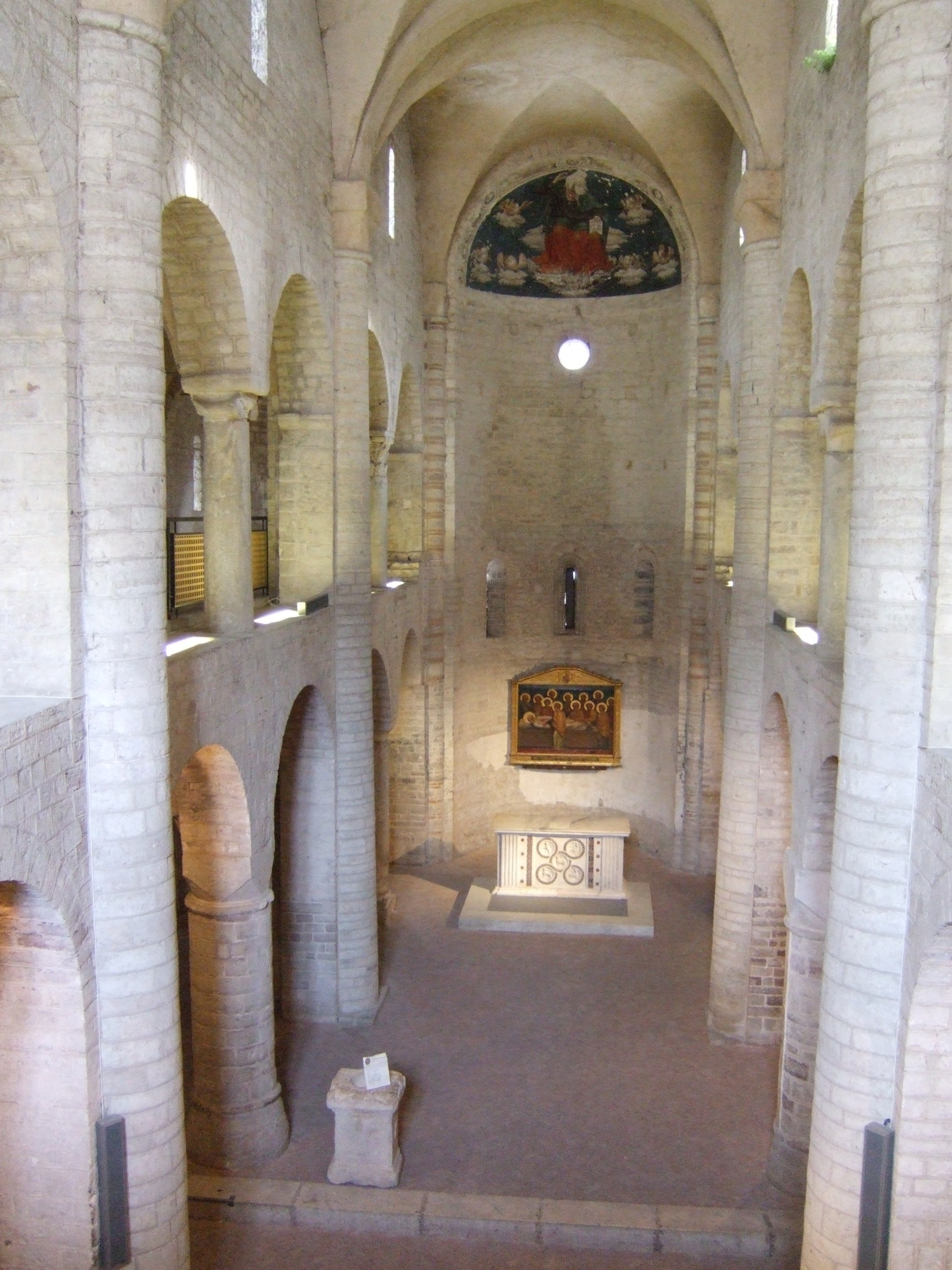
Navata centrale con matronei laterali

Dopo tale avvenimento il nome cambiò in basilica di San Giovanni, nome che mantenne fino al XV secolo.
Alcuni anni dopo Berta, la badessa succeduta a Gunderada, commissionò a Giovanni di Montecassino, agiografo, una Vita di San Giovanni, al fine di diffondere i prodigi e i miracoli avvenuti in chiesa dopo la traslazione; lo scritto, dal titolo Passione di San Giovanni, costituisce appunto la prima documentazione relativa alla chiesa e al monastero.
Una copia è riportata in un testo del 1911 di Luigi Fausti; egli mette in dubbio la veridicità dei fatti in essa narrati, e sostiene che proprio da quel documento siano stati tratti in inganno numerosi storici e siano scaturiti un cumulo di errori che hanno falsato le notizie sulle origini del monastero e della chiesa, creando confusione fra il VII e il X secolo, fra la devastazione operata a Spoleto dai Goti nel 546 e quella operata dai Saraceni nell'881.
Secondo un documento riprodotto in un affresco del palazzo Vescovile, nel 1017 l'imperatore Enrico II cedette il monastero al conte Acodo, forse anche lui prelato, per volere dell'arcivescovo Eriberto di Colonia. Anche questo documento ha però sollevato tra gli storici molteplici dubbi di autenticità. In ogni caso un passaggio di proprietà e una diversa destinazione d'uso, segnarono la chiusura del monastero.
Alcuni anni dopo, in occasione dei lavori di ampliamento della cattedrale, i vescovi dovettero abbandonare la loro residenza, posta allora dietro al Duomo, e trasferirsi nei locali del monastero che subì notevoli ampliamenti e trasformazioni per divenire palazzo vescovile.
Verso la metà del XV secolo cambiò di nuovo nome, prese il nome di chiesa di Santa Lucia, probabilmente per volere del veneziano Marco Condulmer a quel tempo a capo della diocesi spoletina. Nello stesso periodo venne realizzato un trittico di scuola locale per l'altare maggiore, raffigurante la Vergine assunta tra San Giovanni e Santa Lucia, oggi conservato al Museo Diocesano.
Nei secoli seguenti, in particolare dal 1500 in poi, la chiesa subì deleteri rifacimenti che sfigurarono l'edificio: venne diviso in due piani, il piano terra rimase riservato al culto, mentre il piano superiore, suddiviso in diversi ambienti, venne annesso al palazzo vescovile; la facciata venne intonacata e il piccolo campanile abbattuto.

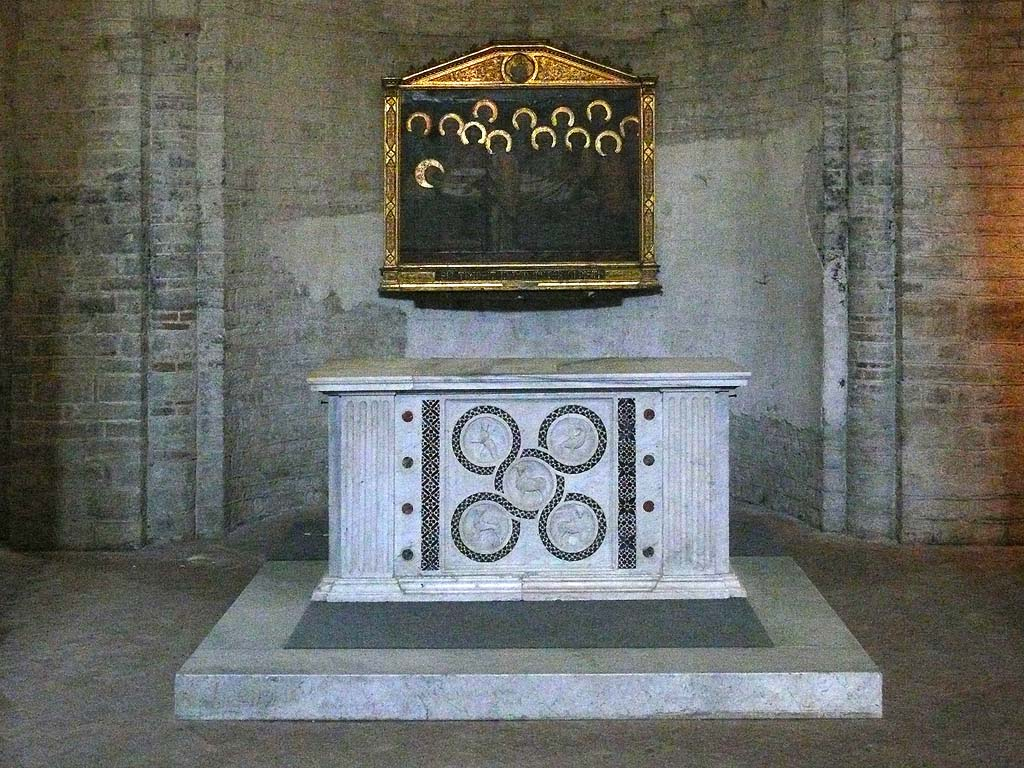
Altare con paliotto

Rimase così fino al 1907 quando, grazie all'intervento dell'archeologo spoletino Giuseppe Sordini, si procedette al completo restauro della struttura, terminato nel 1954 da parte della Soprintendenza Umbra.

## Descrizione
La sua veste attuale artistico-architettonica rimanda al X o all'XI secolo, quando a Spoleto maestri scalpellini lavoravano sotto l'influenza di colleghi lombardi (maestri comacini), coniugando forme del romanico spoletino con l'esperienza architettonica lombarda.
La facciata è sobria, decorata da un portale a tre rincassi sormontato da una bifora e da due monofore. Il corpo centrale sopraelevato è rivestito di conci e decorato da arcate e lesene romaniche del periodo arcaico.
L'interno è disegnato su tre navate; alte semicolonne sostengono gli archi della volta, slanciando la navata centrale. Lo spazio è scandito da colonne e pilastri, elementi di spoglio appartenuti ad edifici classici ed altomedievali.
L'abside fino al 1558 era decorata da un affresco, attualmente è rimasto solo il catino con l'immagine dell'Eterno fra cherubini risalente ai primi del XVI secolo. Un nartece, una volta dedicato ai catecumeni, collega i due matronei laterali mediante una stretta scala interna. Al centro del presbiterio è posto un altare marmoreo ornato di un paliotto del 1200 proveniente dalla cattedrale, arricchito di ornati di scuola cosmatesca con cinque preziosi bassorilievi rappresentanti l'Agnus Dei ed i Simboli degli Evangelisti.

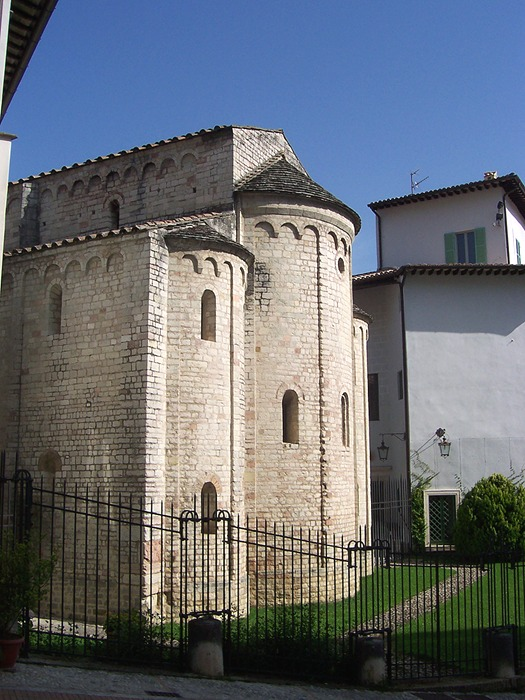
Le absidi, in calcare locale

Nella navata di destra, fra la seconda e la terza campata, c'è un pilastro usato come sostegno al posto di una colonna. Appartiene alla fine delI'VIII secolo o ai primi del IX, è decorato su tre lati e proviene forse da un recinto presbiteriale di epoca altomedievale.
È l'unica chiesa in Umbria a possedere alti matronei, di gusto lombardo, simili a gallerie un tempo riservate alle sole religiose. La luce entra grazie a monofore anch'esse di stile romanico lombardo. Lo schema interno è paragonabile al Sant'Ambrogio a Milano, al San Michele a Pavia, al Duomo di Modena e a quello di Parma, ma il raffronto più preciso è con la chiesa, già documentata nel 1110, di San Lorenzo a Verona, tanto da far ritenere che qualche maestranza veronese fosse giunta a Spoleto in tempi successivi alla sua costruzione; pertanto la data di edificazione di Sant'Eufemia sarebbe da ricercare dopo il 1110, nel XII secolo.
Essendo l'edificio da tempo sconsacrato, l'Arcidiocesi spesso lo cede per particolari eventi liturgici, artistici e culturali, quali concerti e mostre di carattere sacro, come i concerti dell'"Ora Mistica" che si svolgono durante il Festival dei Due Mondi.

## Curiosità
All'interno e all'esterno della chiesa vengono girate numerose scene per lo sceneggiato di Don Matteo, a partire dalla nona stagione.